# Silnice I/7
Silnice I/7 je silnice I. třídy původně spojující Prahu, Slaný, Louny, Chomutov a Německo. Silnice je dlouhá 49,65 km. Její délka se ale postupně zkracuje protože je v úseku Praha – Spořice postupně nahrazována dálnicí D7, v úseku Spořice – Křimov je označena jako silnice pro motorová vozidla. Původně k silnici patřil i úsek na území Prahy od Vítězného náměstí.
V průběhu 80. a 90. let 20. století probíhala výstavba obchvatů měst a obcí, a to v polovičním profilu budoucí dálnice D7, který nyní v těchto úsecích tvoří silnici I/7. Tak byl v roce 1984 otevřen obchvat Panenského Týnce, v letech 1995 až 1998 zprovozněn obchvat Slaného navazující na dočasné ukončení dálnice D7 u Knovíze a končící za křížením s I/16 (MÚK Slaný - západ) před Lotouší, v roce 1997 bylo přemostěno údolí Bakovského potoka včetně obchvatu Třebíze, který výrazně narovnal vedení trasy silnice v daném úseku. Obchvat Loun byl uveden do provozu v roce 1999 a měří 6,1 kilometru. Na východě navazuje na obchvat Chlumčan a na západě na obchvat Postoloprt. V letech 2025–2028 proběhne jeho přestavba na čtyřproudový úsek dálnice D7..

## Silnice pro motorová vozidla
Jako SMV byl v letech 2009-2021 označován obchvat Sulce, který se po otevření obchvatu Panenského Týnce 16. prosince 2021 stal spolu s nově otevřeným úsekem součástí D7.
D7 končí již u Spořic. Dál vede jako SMV do Křimova. K 24. prosinci 2021 je oficiálně SMV pouze na MÚK se silnicí I/13. Označení úseku I/13-Křimov je v současnosti plánované, jelikož splňuje parametry silnic pro motorová vozidla.
Stejně jako v případě D11 není dosud potřeba výstavba Vokovické radiály, která by byla jako SMV pro odlehčení dopravy v Evropské a Svatovítské ulici. Kvůli zástavbě by musela být nová silnice vedena v podzemí, což by mělo špatný vliv jak na linku metra A, tak i na Stromovku.
V roce 2021 bylo oznámeno, že do roku 2030 by měla být hotova ve čtyřpruhovém uspořádání celá B 174, kromě centra města Chemnitz. O čtyřpruhu v úseku Křímov-Státní hranice nebylo dosud rozhodnuto.

## Vedení silnice
- Praha, D0 (MÚK Ruzyně)  0 km
- přeměna na dálnici D7  v úseku Praha (MÚK Kněževes) - Slaný (MÚK Knovíz) 2 - 18 km
- Slaný, I/16  24 km
- přeměna na dálnici D7  v úseku Panenský Týnec - Louny 35 - 51 km
- Postoloprty 56 km
- přeměna na dálnici D7  v úseku Postoloprty - Spořice 56 - 78 km a silnici pro motorová vozidla  v úseku Spořice - Chomutov 78 - 82 km
- Chomutov, I/13   82 km
- Hora Sv. Šebestiána 94 km
- Německo   99 km